# URM1
URM1 (англ. Ubiquitin related modifier 1) – білок, який кодується однойменним геном, розташованим у людей на 9-й хромосомі. Довжина поліпептидного ланцюга білка становить 101 амінокислот, а молекулярна маса — 11 380.
| 10         |  | 20         |  | 30         |  | 40         |  | 50         |
| ---------- |  | ---------- |  | ---------- |  | ---------- |  | ---------- |
| MAAPLSVEVE |  | FGGGAELLFD |  | GIKKHRVTLP |  | GQEEPWDIRN |  | LLIWIKKNLL |
| KERPELFIQG |  | DSVRPGILVL |  | INDADWELLG |  | ELDYQLQDQD |  | SVLFISTLHG |
| G          |  |            |  |            |  |            |  |            |

A: Аланін

D: Аспарагінова кислота

E: Глутамінова кислота

F: Фенілаланін

G: Гліцин

H: Гістидин

I: Ізолейцин

K: Лізин

L: Лейцин

M: Метіонін

N: Аспарагін

P: Пролін

Q: Глутамін

R: Аргінін

S: Серин

T: Треонін

V: Валін

W: Триптофан

Задіяний у таких біологічних процесах, як убіквітинування білків, процесинг тРНК, альтернативний сплайсинг. 
Локалізований у цитоплазмі.